# Peintures rupestres de Jabbaren
Jabbaren est un site d'art rupestre situé dans le parc culturel du Tassili, à une vingtaine de km au sud-est de Djanet, en Algérie. Les parois des nombreux abris de Jabbaren sont ornés de plus de 5 000 gravures et peintures retraçant l'histoire du Sahara central préhistorique. Le col d’Aghoum permet d’accéder au site de Jabbaren à pied.

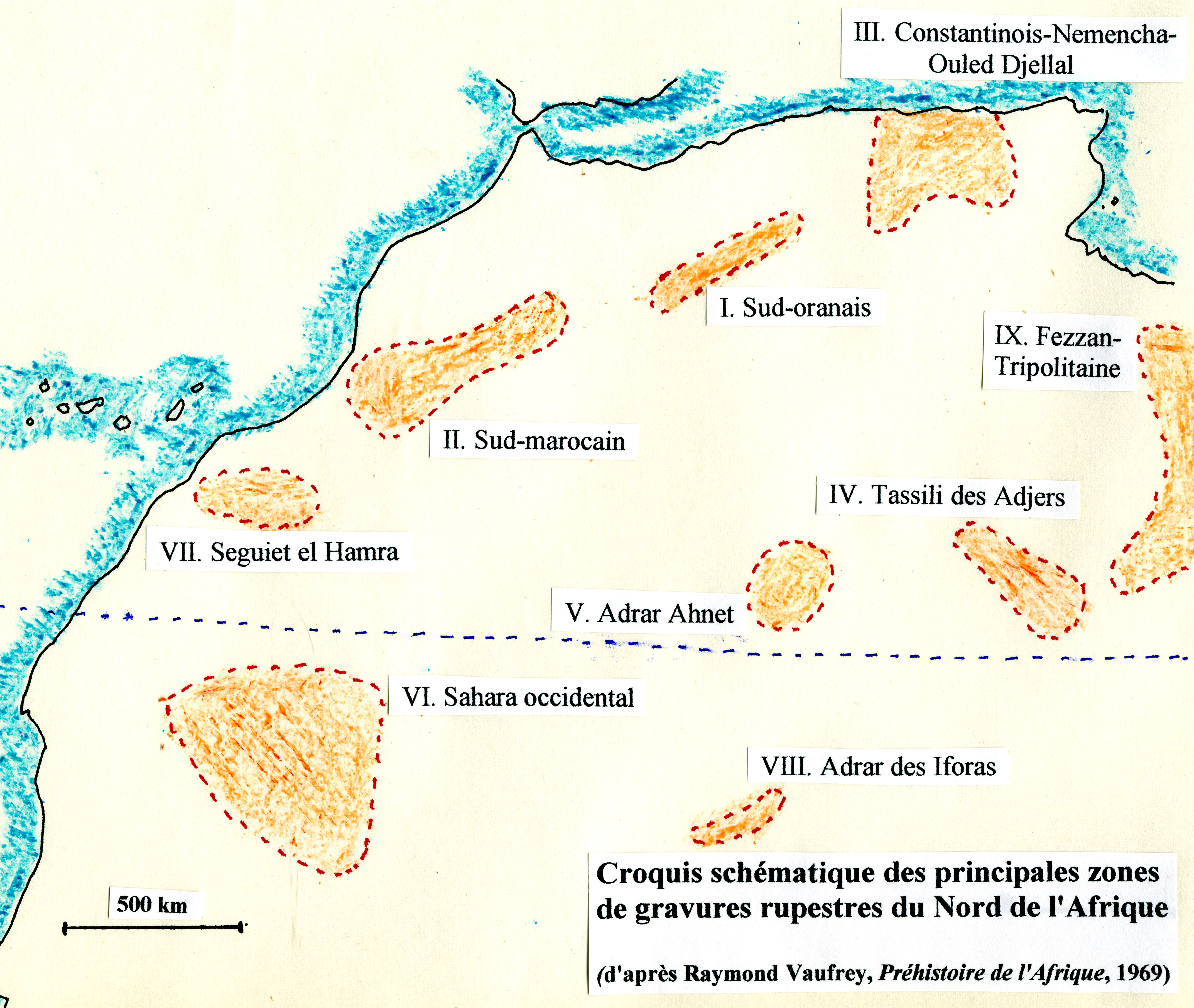
Principales zones d'art rupestre du Nord de l'Afrique

## Historique
Le site de Jabbaren a été exploré au cours de plusieurs missions par Henri Lhote, et Jebrine ag Mohamed.

## Description
Les peintures, en bon état de conservation, représentent des animaux domestiques et des personnes, avec des styles différents (Têtes rondes, Pasteurs bovidiens,), mais aussi des pictographies énigmatiques.
Le style le plus ancien des personnages de Têtes rondes, ainsi nommés d'après leur silhouette, représente des humains, caractérisés par la disposition des têtes sans cou sur les épaules, et souvent sans les traits du visage. Le style postérieur des Pasteurs bovidiens, notamment des bœufs polychromes, révèle la vie pastorale montrant des activités quotidiennes.
Les styles les plus récents du site sont le caballin (cheval) et le camélien (dromadaire).

## Galerie

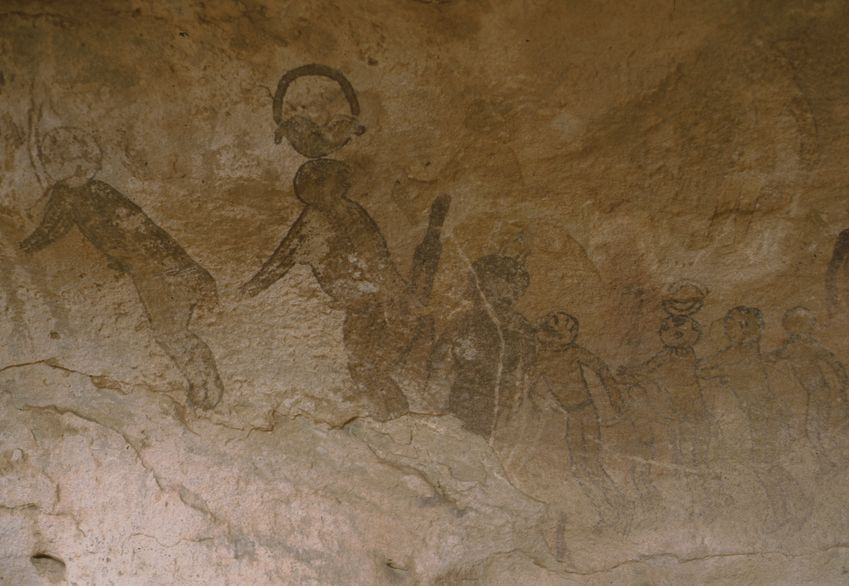
Personnages de têtes rondes
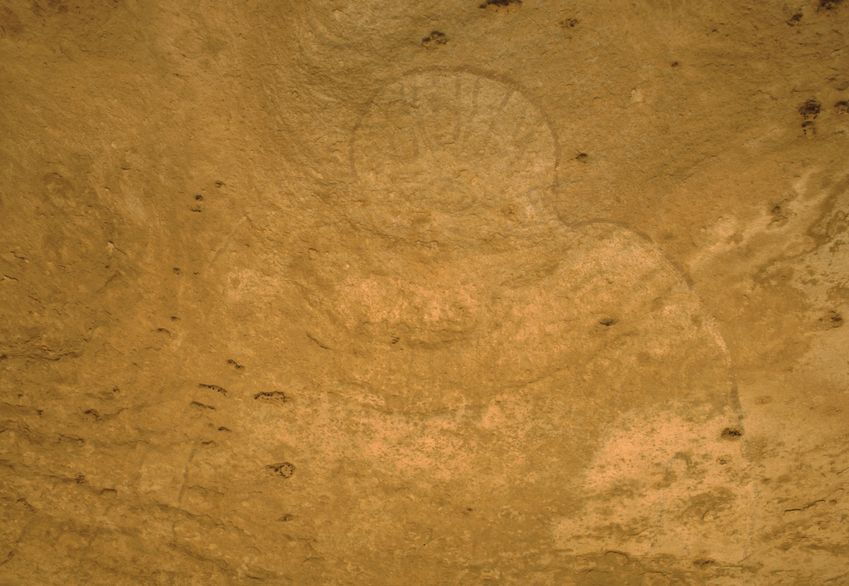
Un géant
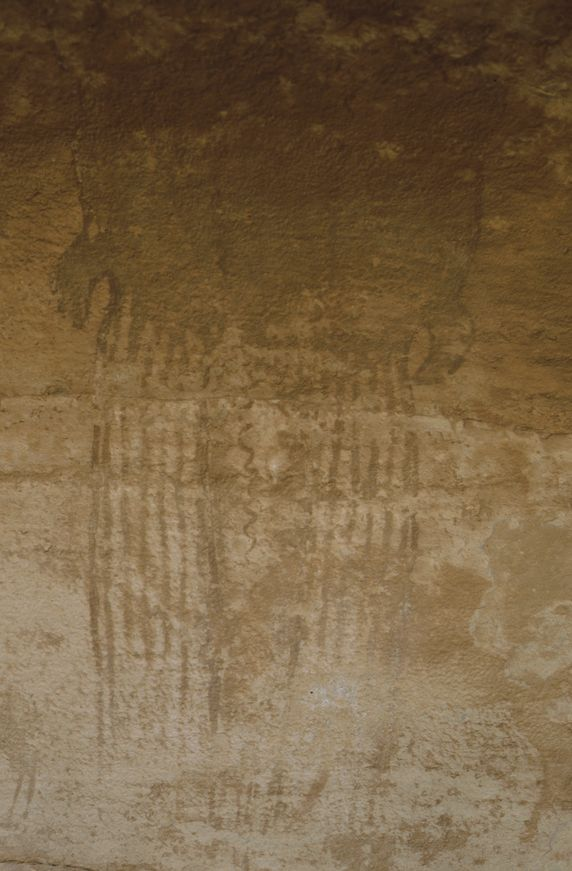
Ectoplasme énigmatique

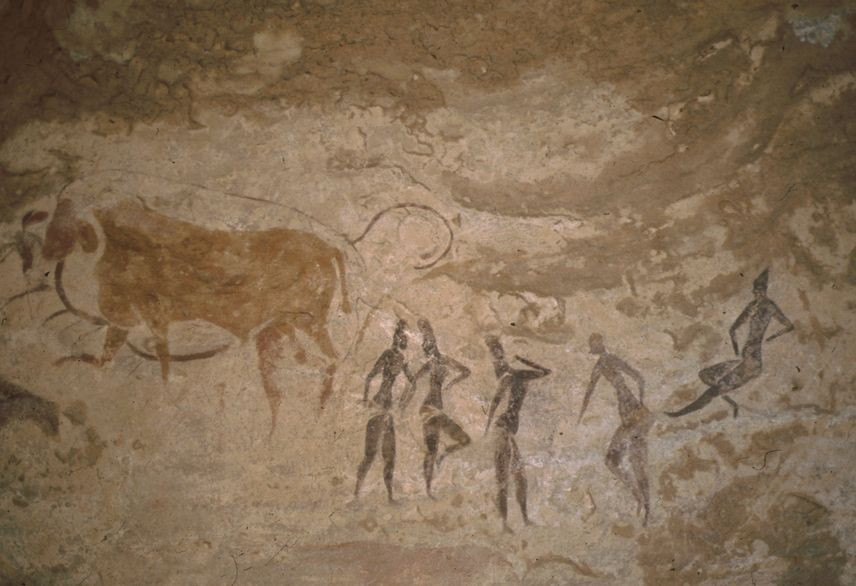
Groupe de femmes et serpent mythique entourant une vache
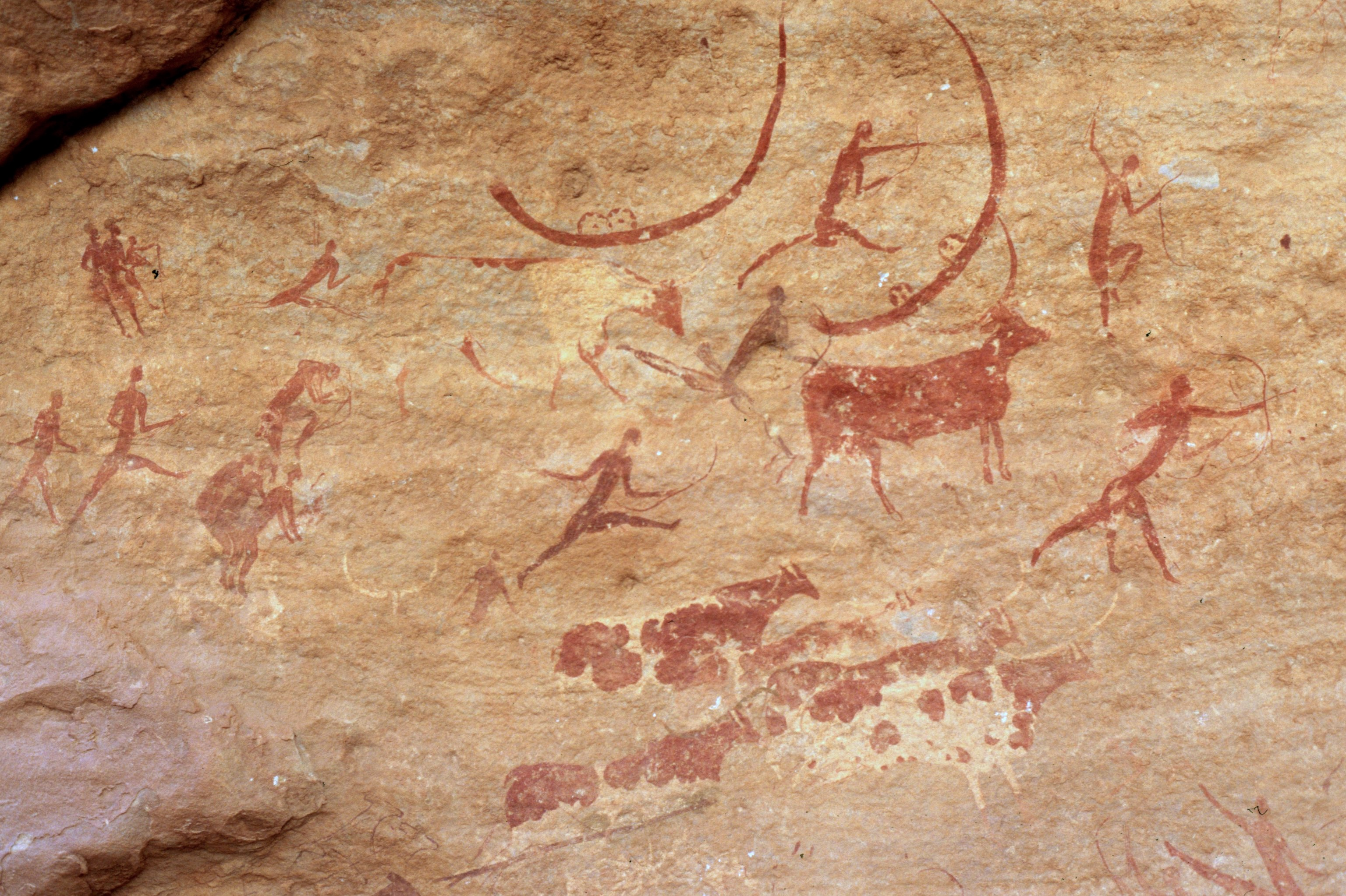
Tribu en déplacement. Les bœufs transportent les femmes et les enfants et, arrimés sur leurs cornes, les longues armatures en arceau des tentes. Les archers progressent à l’avant
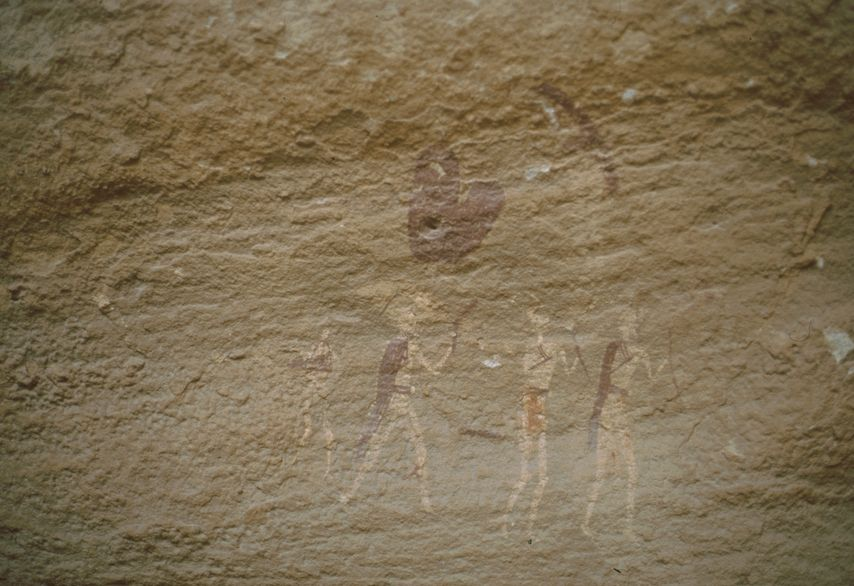
Période caballine: les pasteurs ont abandonné le Sahara en raison de la sécheresse. Les libyens sahariens portent un casque, una cape, des chevillières et des chaussures